# Макридин, Владимир Петрович
Владимир Петрович Макридин (5 мая 1915, Рига, Лифляндская губерния, Российская империя — 27 апреля 2001, Москва) — украинский и советский геолог, палеонтолог. Доктор геолого-минераловедческих наук (1959), профессор (1961). Заслуженный деятель науки и техники Украинской ССР (1980). Почётный член Всесоюзных палеонтологического и геологического обществ (1985).

## Биография
Родился в семье преподавателя Рижской мужской гимназии. После семья переехала на юг России.
Поступил в университет, но учёбе помешала война.
Участник Великой Отечественной войны. Награждён рядом государственных и боевых наград.
В 1946 году окончил Харьковского университета, где был оставлен работать.
В 1960—1990 годах — заведующий кафедрой общей геологии и палеонтологии.

## Научная деятельность
Научной деятельностью занимался с 1946 года.
Основные научные исследования В. П. Макридина посвящены изучению беспозвоночных Юрского периода, палеогеографии и биостратиграфии.
Разработал новые методики исследования ископаемых раковин моллюсков и плеченогих с их структурой, минеральным и химимическим элементарно-вещественным составом.
В. П. Макридин — основатель Харьковской научной школы палеонтологов — специалистов по мезокайнозойским брахиоподам. Под его руководством в Харькове было проведено 3 Всесоюзных конференции по мезокайнозойским брахиоподам.
С 1985 года — почётный член Всесоюзных палеонтологического и геологического обществ.
Был основателем и руководителем Харьковского отделения Всесоюзного и Украинского палеонтологического общества, вице-президентом Украинского палеонтологического общества. Участвовал в составлении словаря-справочника «Палеонтология и палеоэкология» (Москва, 1995).
В 2015 году в Харьковском университете была проведена научно-практическая конференция, посвящённая 100-летию со дня рождения В. П. Макридина.

### Избранные труды
- Брахиоподы верхнеюрских отложений Донецкого кряжа. Х., 1952;
- Фации и палеографией юрского отложений Восточно-Украинского газонефтеносного бассейна. Х., 1960 (в соавт.)
- Брахиоподы юрского отложений Русской платформы и некоторых прилежащих к ней областей. Москва, 1964;
- Успехи и проблемы исследований структуры (гистология) экзоскелета беспозвоночных организмов // Ископаемые организмы и стратиграфия осадочного чехла Украины. К., 1985;
- Современная палеонтология. Т. 1-2. Москва, 1988 (в соавт.).